# Ель-Асіма (Йорданія)
Провінція Ель-Асіма (араб. محافظة العاصمة, досл. столична провінція), також провінція (мухафаза) Амман — одна з дванадцяти провінцій Йорданії. Посідає перше місце в країні за населенням (4 007 526 осіб у 2015 році). Адміністративний центр — місто Амман, що також є столицею країни. Усі урядові установи та рада провінції розташовані в районі Абдалі.

## Назва
Згідно з переліком Міністерства внутрішніх справ Йорданії, офіційною назвою провінції є Мухафаза Ель-Асіма, що в перекладі з арабської значить «столична провінція». Втім, в багатьох джерелах, зокрема англомовних, зустрічається інша назва —  Губернаторство Амман (англ. Amman Governorate). 
Арабське слово мухафа́за (араб. محافظة), що використовується для опису адміністративних одиниць першого рівня, українською найчастіше перекладається або як провінція або про мухафаза.

## Історія

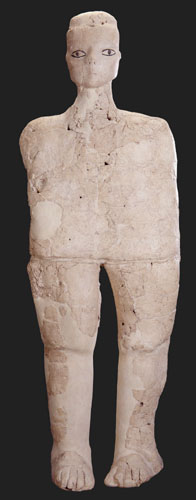
Айн-Газальська Венера, що датується 7250 р. до н. е. Є однією з найдавніших відомих широкомасштабних статуй людської форми. Зберігається в Йорданському археологічному музеї

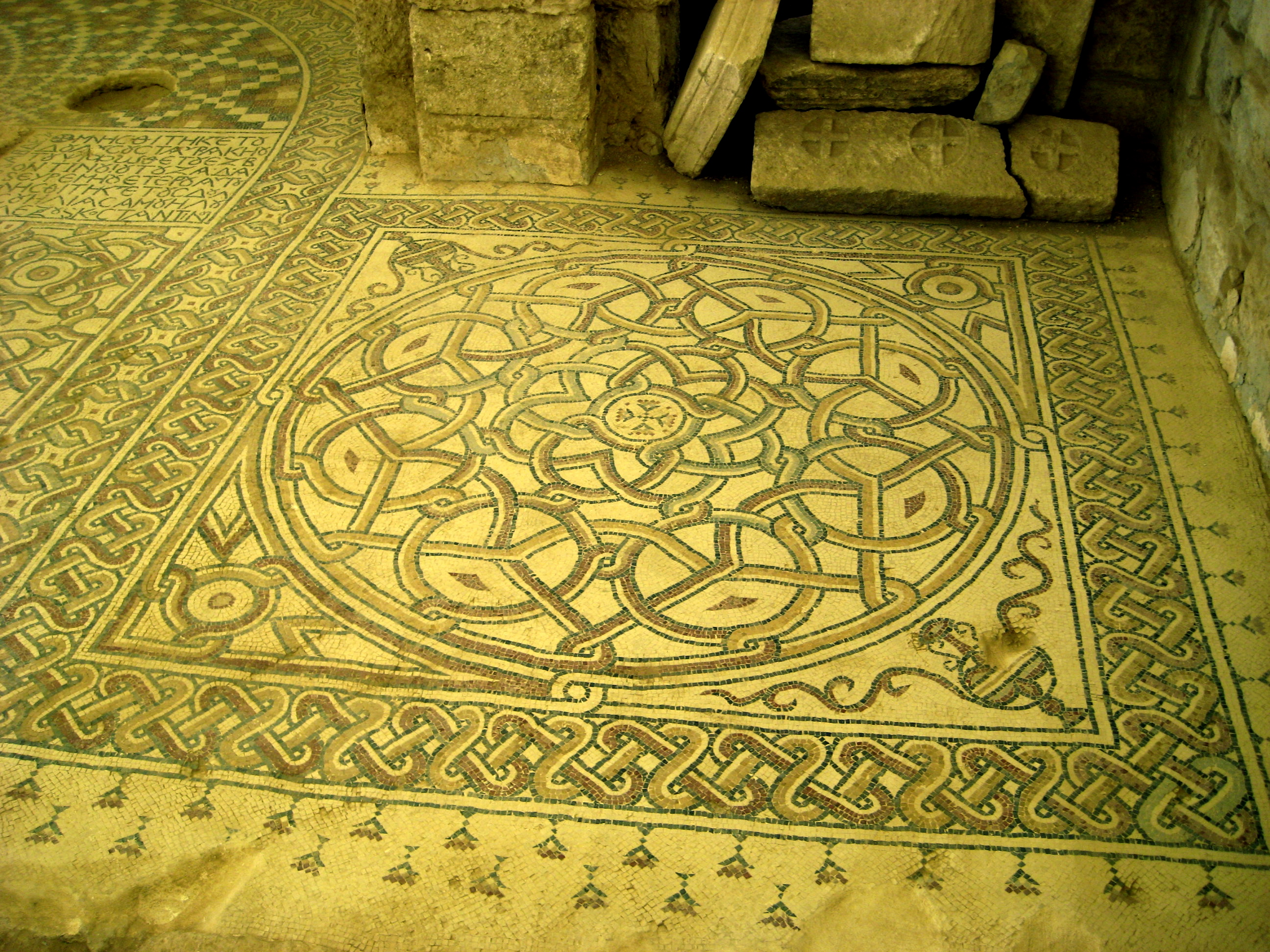
Візантійська мозаїка в церкві Святого Стефана, Ум-ер-Расас

Територія, на якій розташована провінція, була заселена ще з доісторичних часів. Руїни найдавніших поселень датуються щонайменше 7250 р. до н. е., як-от Айн-Газаль поблизу Амману, що є одним з найдавніших поселень на Близькому Сході.
Амман був столицею та найголовнішим містом аммонітів — народу що мешкав на території сучасної Йорданії за біблейських часів. Вони називали це місто Раббат Аммон, та володіли майже всією територією сучасної провінції. Після того, як регіон перейшов під контроль римлян, Амман отримав назву Філадельфія, ставши одним із міст так званого Десятимістя. Після завоювань арабами-мусульманами Філадельфія знов була перейменована на Амман. Візантійська пам’ятка в Ум-ер-Расасі була визначена об’єктом Світової спадщини ЮНЕСКО в 2004 році.

## Географія
Ель-Асіма є третьою за величиною провінцією Йорданії.
На півночі та північному сході Ель-Аміма межує з провінцією Ез-Зарка, на заході — з провінціями Ель-Балка та Мадаба, на півдні — з провінціями Ель-Карак та Маан. Також столична провінція має на сході міжнародний кордон із Саудівською Аравією.
Клімат Ель-Асіми є типовим для Східного Середземномор’я. Однак, оскільки Амман розташований на горбистому плоскогір’ї, середньорічна кількість опадів і температури може суттєво змінюватися в залежності від місця розташування, навіть у межах міста Амман: наприклад, одночасно може йти сніг у районі Сувейліх, що лежить на висоті 1050 м, та бути ясна погода в середмісті Амману, яке має висоту 780 м. За площею мухафаза Амман є третьою за величиною провінцією Йорданії.

## Населення
За даними національного перепису населення Йорданії 2015 року, чисельність населення мухафази перевищила 4 мільйони, з яких понад 36% (1,45 мільйона) були іноземними громадянами. Одним із факторів, який сприяв різкому збільшенню населення з 2004 року, був великий наплив біженців із сусідніх країн.
Зокрема в Аммані чисельність населення зросла з 1 576 238 осіб в 1984 році до 1 942 066 при середньому щорічному прирості 2,1%.
| Демографія провінції Ель-Асіма | Перепис 2004 року | Перепис 2015 року |
| ------------------------------ | ----------------- | ----------------- |
| Жінки та чоловіки              | 48,58% та 51,42%  | 48,1% та 51,9%    |
| Громадяни Йорданії та іноземці | 88% та 12%        | 63,8% та 36,2%    |
| Міське населення               | 94%               | 96%               |
| Сільське населення             | 6%                | 4%                |
| Загальна чисельність населення | 1 942 066         | 4 007 526         |